# Samuel Åkerhielm den yngre
Samuel Åkerhielm, född 14 december 1684 i Stockholm, död 11 mars 1768 på Margretelund, Österåkers socken, Stockholms län, var svenskt riksråd och riksmarskalk 1741–1747. Han var aktiv inom Mösspartiet och också överste.

## Biografi
Samuel Åkerhielm var son till Samuel Agriconius, som adlats med namnet Åkerhielm, och blev själv stamfader för den friherrliga ätten Åkerhielm af Margrethelund.
Efter studier i Uppsala, Åbo och Oxford anställdes Åkerhielm i kungliga kansliet 1707. Han återfanns i kungliga kansliet hos Karl XII i Bender. Vidare tjänstgjorde han i Timurtasch, Stralsund och Norge och 1723 blev han statssekreterare för krigsärendena. Han var svåger med Josias Cederhielm och anslöt sig till Holsteinska partiet. När detta föll 1727 avlägsnades han från sin tjänst och hamnade vid Åbo hovrätt som president. År 1731 blev han friherre.
Han deltog även i riksdagarna, förespråkade ständernas och sekreta utskottets makt gentemot kungamakten. I principalatsstriden anslöt han sig till den åsikten som krävde riksdagsledamöternas avhängighet av sina kommittenter. Han karakteriseras som en av frihetstidens största parlamentariska personligheter. Han var Arvid Horns oförsonlige motståndare. Vid 1734 års riksdag var han kandidat som lantmarskalk, men förlorade mot Charles Emil Lewenhaupt den äldre. Icke desto mindre blev han medlem av sekreta utskottet och sekreta deputationen. Vid 1738 års riksdag var han aktiv vid räfsten mot rådet och kom därefter in i det nya riksrådet. Han var motståndare till hattarnas aggressivitet. När beslut om krig fattades utgjorde hans röst en röst om avslag. Vid riksdagen 1742/43 representerade Åkerhielm mössornas ledarskap.
Åkerhielms anknytning till brittiska och ryska sändebud föranledde hattarna att angripa honom. Efter riksdagen 1746/47 anhöll han om avsked, bespottad av hattarna, med villkoret att aldrig mera befatta sig med politiken. Vid riksdagen 1751/52 mildrades hans dom i och med att han erhöll riksrådspension, som tidigare förvägrats honom. Efter mössornas maktövertagande 1765 anmodades Åkerhielm återinträda i rådet, men den ålderstigne mannen undanbad sig. Icke desto mindre erhöll han en särskilt slagen rikets ständers medalj. I Statens porträttsamling på Gripsholms slott återfinns Lorens Pasch den äldres målning av Samuel Åkerhielm i riksrådsdräkt.

## Galleri

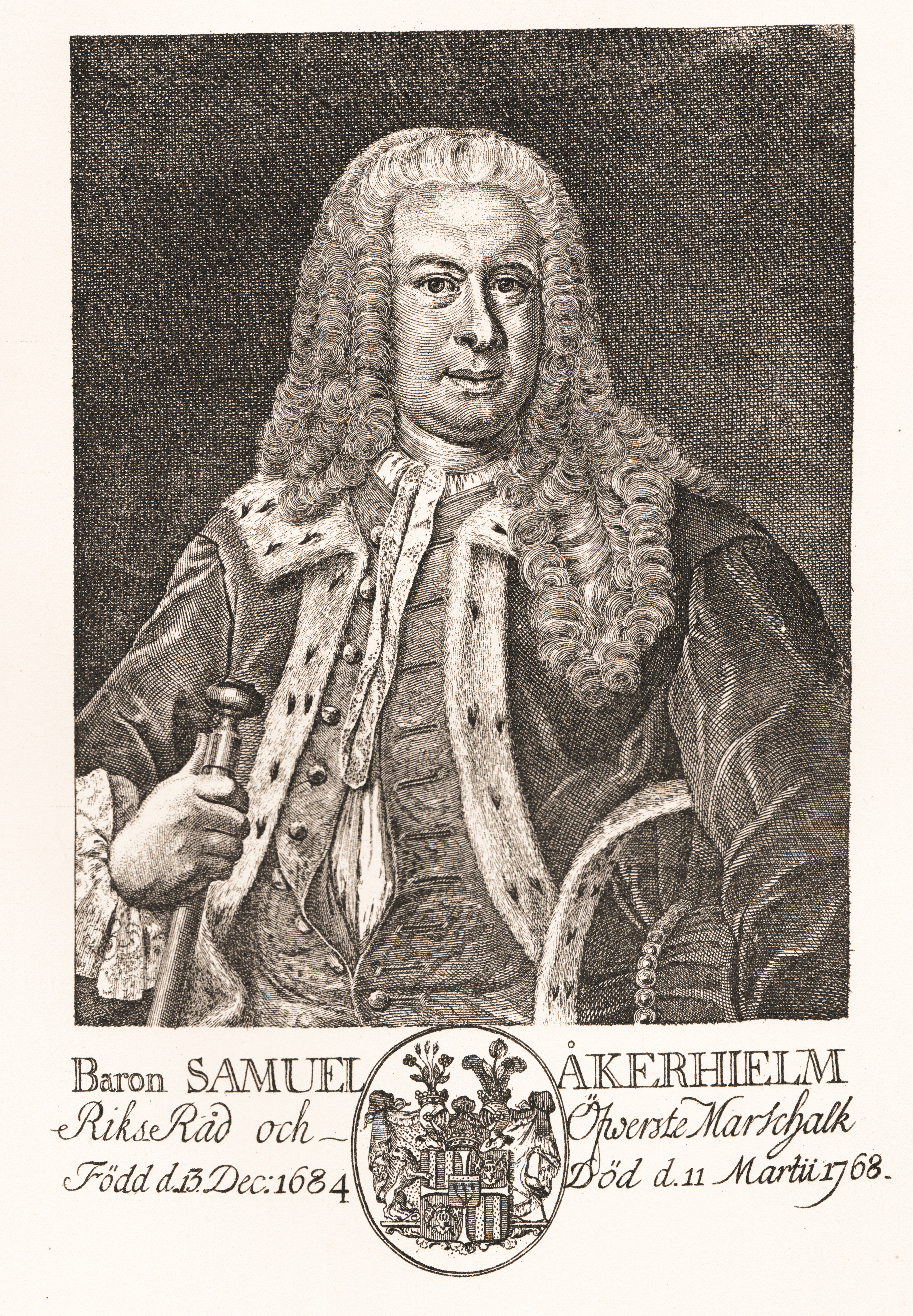
Kopparstick visande Samuel Åkerhielm.